# Mroczne przejście
Mroczne przejście (Dark Passage) – amerykański kryminał z 1947, oparty na powieści Davida Goodisa.

## Obsada
- Humphrey Bogart – Vincent Parry
- Lauren Bacall – Irene Jansen
- Bruce Bennett – Bob
- Agnes Moorehead – Madge Rapf
- Clifton Young – Baker
- Douglas Kennedy – Detektyw
- Rory Mallinson – George Fellsinger
- Houseley Stevenson – Dr Walter Coley

## Fabuła
Vincent Parry (Humphrey Bogart) został niesłusznie oskarżony i skazany za zamordowanie żony. Oskarżyła go Madge Rapf, rzekoma przyjaciółka ofiary. Udaje mu się uciec z więzienia, pragnie odnaleźć prawdziwego zabójcę. Po drodze spotyka Bakera, ogłusza go i zabiera mu ubranie. Na drodze zatrzymuje się samochód, prowadzony przez kobietę, Irene Jansen (Lauren Bacall). Mężczyzna poddaje się operacji plastycznej, w czasie rekonwalescencji znajduje schronienie w domu Irene.